# Sint-Annakerk (Oudergem)
De Sint-Annakerk (Frans: Église Sainte-Anne) is een kerkgebouw in de Belgische gemeente Oudergem in het Brussels Hoofdstedelijk Gewest. De kerk staat op de Tervuurse Steenweg 91, is een parochiekerk in het dekenaat Brussel-Zuid. In 1843 vervangt de kerk de Romaanse Sint-Annakapel, die in de buurt ligt, als parochiekerk.
Een marmeren en een houten 18e-eeuws barokaltaar versieren de zijkanten. Deze werden in 1875 overgekocht van de Onze-Lieve-Vrouw-ter-Zavelkerk in Brussel.

## Orgel
Het opmerkelijkste aan deze anders sobere kerk zijn de twee orgels:
- Een neoklassiek galerijorgel uit 1871 van Henri Vermeersch.[4] Het orgel raakte rond 1985 buiten gebruik en diende hersteld te worden. In december 2005 werd het beschermd[5][6]: Bij besluit van de Brusselse Hoofdstedelijke Regering, van 22 december 2005, wordt beschermd als monument, de totaliteit van het orgel op oksaal van de Sint-Annakerk gelegen Tervuursesteenweg 91, te Oudergem, bekend ten kadaster te Oudergem, 2e afdeling, sectie B, 2e blad, perceel nr. 110b, vanwege haar historische en artistieke waarde. [7]
- Een neobarok orgel in de rechterbeuk uit 1983 van Jan Boon[3][8]